# کارولین کیسی (بازیکن فوتبال)
کارولین کیسی (انگلیسی: Caroline Casey؛ زادهٔ ۲۷ مهٔ ۱۹۹۴) بازیکن فوتبال اهل ایالات متحده آمریکا است.
از باشگاه‌هایی که در آن بازی کرده‌است می‌توان به واشینگتن اسپیریت اشاره کرد.
وی همچنین در تیم ملی فوتبال United States U18 بازی کرده‌است.